# The Subtle Knife
The Subtle Knife (A Faca Sutil, no Brasil; A Torre dos Anjos, em Portugal) é um romance inglês de fantasia escrito por Philip Pullman, originalmente publicado em 1997, e o segundo volume da série His Dark Materials.
A história introduz novos personagens, como Will Parry e Mary Malone, ao mesmo tempo em que continua a jornada da jovem Lyra Belacqua iniciada no livro anterior, Northern Lights. A narrativa acompanha o encontro de Lyra e Will em um novo mundo, Cittàgazze, e como os objetivos de ambos acabam por se entrelaçar em um mesmo destino. Assim como o volume anterior, o livro envolve elementos de fantasia, como espectros e universos paralelos, e faz alusão a uma ampla gama de idéias de campos, como a física, filosofia e teologia.
O livro é seguido pelo terceiro volume da série, The Amber Spyglass, publicado em 2000.

## Enredo
Fugindo da polícia, depois de matar acidentalmente um intruso no meio da noite, Will Parry, um garoto de 12 anos de idade, descobre uma janela invisível no ar. Ela leva a Cittàgazze, uma cidade aparentemente deserta em outro mundo. Lá, ele encontra Lyra e seu daemon, Pantalaimon, que chegaram a cidade após atravessar a ponte no céu que seu pai, Lorde Asriel, criou. Enquanto isso, a feiticeira Serafina Pekkala está procurando por Lyra. Ela descobre que o Magisterium e a mãe de Lyra, a Sra. Coulter, estão torturando uma feiticeira para descobrir a profecia que envolve a garota. Ela mata a feiticeira quando esta implora para acabar com o sofrimento da tortura, e convoca uma reunião com os outros clãs das feiticeiras. As feiticeiras decidem se unir e juntar-se ao pai de Lyra, Lorde Asriel, em sua luta contra o Magisterium. Lee Scoresby, por sua vez, se aventura para encontrar o explorador desaparecido Stanislaus Grumman, do qual há boatos de estar vivo e de saber de um objeto que dá proteção a quem o detém, com a intenção de garantir que Lyra obtenha essa proteção.
Em Cittàgazze, Will e Lyra se tornam aliados, e descobrem que vêm de paralelas Oxfords em universos diferentes. Eles decidem viajar de volta para o mundo de Will para reunir mais informações. Will quer descobrir sobre seu pai, John Parry, que desapareceu durante uma expedição; Lyra está à procura de estudiosos que conheçam o Pó. Lyra descobre pelo aletiômetro que deve procurar a pesquisadora em física Dra. Mary Malone, que, sem saber, está pesquisando sobre o Pó (sob o nome de Matéria escura/"Sombras"). Lyra visita a Dra. Malone no dia seguinte e a orienta a tentar se comunicar com as Sombras, mas após aceitar uma carona com o Sir Charles Latrom, ela descobre que o homem roubou seu aletiômetro. Quando Lyra e Will enfrentam Sir Charles, ele admite que roubou o objeto e chantageia ambos para recuperarem uma faca misteriosa que se encontra em uma torre em Cittàgazze, em troca do contador da verdade.
Lyra e Will partem para torre e derrotam o guardião da faca, mas, no processo, Will recebe uma ferida distintiva - a perda de dois dedos - o que o verdadeiro guardião explica como o sinal de que ele é agora o próximo guardião da Faca Sutil, uma ferramenta que não apenas corta janelas entre mundos, mas também facilmente qualquer coisa - tanto material quanto espiritual. Ele também explica que Cittàgazze é assombrada por espectros que devoram almas, especialmente as de adolescentes e adultos, mas que são invisíveis para crianças, e que a faca não deve cair nas mãos Sir Charles. Lyra e Will, então, planejam roubar de volta o aletiômetro usando o instrumento. Enquanto isso, Sir Charles se encontra com a Sra. Coulter, o que leva Lyra a perceber que ele é na verdade o Senhor Boreal, um amigo da Sra. Coulter que ela própria conheceu durante o tempo em que viveu com a mãe. Senhor Boreal veio ao mundo de Will há muito tempo e estabeleceu-se em uma posição de poder, além de continuar transitando entre ambos os mundos através de uma passagem que só ele conhece.
Will e Lyra são bem sucedidos em reaver o aletiômetro, mas ao voltarem para Cittàgazze, são perseguidos por um grupo de crianças em busca de vingança pela morte do titular da faca. Eles eventualmente são encontrados e resgatados por Serafina Pekkala. Ela tenta curar a ferida de Will com um feitiço, mas não consegue. Eles, então, decidem irem em busca de John Parry. Enquanto isso, a Dra. Malone é visitada por Sir Charles, que sendo uma figura de autoridade, ameaça interromper o financiamento da pesquisa caso ela não coopere com os seus desejos. Dra. Malone encerra seu trabalho, mas retorna mais tarde naquela noite seguindo a sugestão de Lyra de tentar se comunicar com as Sombras que ela está estudando. Ela é bem sucedida no experimento, vindo a descobrir que deve viajar através da mesma janela entre os mundos usada por Will e Lyra, e que seu papel é o de "bancar a serpente", já que todo o trabalho de sua vida levou a isso. Ela também é orientada a destruir seu trabalho para evitar que outras pessoas o usem.
Lee Scoresby finalmente encontra Grumman com vida, mas vivendo como um xamã conhecido como Jopari. Grumman conta sua história: ele nasceu em outro mundo, mas, durante uma expedição, atravessou acidentalmente uma janela e, perdido, se viu obrigado a assumir uma nova identidade (Stanislaus Grumman), antes de finalmente se estabelecer como um xamã. Ele também revela que Jopari é uma abreviação de seu nome verdadeiro, John Parry. Grumman diz que convocou Scoresby para que ele possa ser levado para o mundo onde o portador da Faca Sutil se encontra, e instruir o portador em sua tarefa, que é de encontrar e ajudar na rebelião que Lorde Asriel está armando contra a Autoridade (Deus). Eles, porém, são perseguidos por soldados do Magisterium, e durante o confronto, Scoresby morre, permitindo a Grumman fugir para poder completar sua tarefa. Enquanto isso, no mundo de Cittàgazze, a Sra. Coulter convence Sir Charles a revelar o segredo da faca, e depois de assassiná-lo, usa os Espectros (que ela aprendeu a controlar) a torturem uma feiticeira até ela revelar a profecia sobre Lyra, bem como a localização de Will e da garota. Finalmente, ela descobre que a profecia é que Lyra está destinada a ser a segunda Eva, e opta por assassinar a filha, ao invés de arriscar uma segunda queda da humanidade.
A Sra. Coulter ordena que os Espectros ataquem o grupo, e durante a confusão, Will sobe um morro e finalmente encontra Grumman, que consegue conter o sangramento na mão do garoto e instruí-lo em sua tarefa. Eles começam a perceber que eles são o há muito tempo separados pai e filho, mas um momento depois John Parry é morto por uma feiticeira que queria vingança por ter amado Grumman e não ter sido correspondida. A feiticeira comete suicídio, e arrasado com a morte do pai, Will desce o morro apenas para encontrar um lugar devastado pelo ataque dos Espectros, incluindo muitas feiticeiras mortas por não conseguirem escapar dos devoradores de almas. Para seu horror, ele também percebe que Lyra desapareceu. Um par de anjos, Balthamos e Baruch, aparece e dizem que vão guiá-lo até Lorde Asriel. Will, porém, se recusa a ir até que ele encontre Lyra. 

## Personagens principais
- Will Parry
- Lyra Belacqua
- Serafina Pekkala
- Lee Scoresby
- Mary Malone
- Sir Charles Latrom
- Marisa Coulter
- Stanislaus Grumman